# La Chapelle-Saint-Ursin
La Chapelle-Saint-Ursin – miejscowość i gmina we Francji, w Regionie Centralnym, w departamencie Cher.
Według danych na rok 1990 gminę zamieszkiwało 2890 osób, a gęstość zaludnienia wynosiła 369 osób/km² (wśród 1842 gmin Regionu Centralnego La Chapelle-Saint-Ursin plasuje się na 121. miejscu pod względem liczby ludności, natomiast pod względem powierzchni na miejscu 1249.).